# Angelo Bellavia
Angelo Bellavia (Asmara, 22 maggio 1950 – Agrigento, 17 gennaio 1991) è stato un calciatore italiano, di ruolo portiere.

## Biografia
Nato in Eritrea, ma cresciuto ad Agrigento, era genero del politico socialista Filippo Lentini.
Al termine della carriera di calciatore, soffrì di crisi depressive che lo portarono a un primo tentativo di suicidio nell'agosto 1989 e a un secondo fatale il 17 gennaio 1991. Gli investigatori smentirono subito versioni differenti sulle cause della morte. Gli venne intitolato un campo sportivo ad Agrigento per l'attività giovanile.

## Carriera
Conta 6 presenze in Serie A con la maglia del Palermo. L'esordio in massima serie risale alla trasferta sul campo del Cagliari del 5 aprile 1970: Bellavia subentrò a Giovanni Ferretti al 63', quando la squadra sarda aveva già acquisito il vantaggio per 2-0 che avrebbe mantenuto per il resto della partita. Bellavia si trovò a sostituire il portiere titolare anche nella gara successiva, mentre giocò dall'inizio le 2 seguenti, le ultime del campionato 1969-1970, chiuso dai rosanero con la retrocessione.
Ritenuto un portiere di talento e di "grandi doti potenziali", fu scritto dal Corriere dello Sport che nell'estate del 1971 era possibile un suo passaggio alla Fiorentina o alla Juventus. Le altre 2 apparizioni in Serie A, entrambe dal 1', si registrarono nella quartultima e terzultima giornata del torneo 1972-1973, e coincisero con altrettante sconfitte, contro Atalanta ed Inter, da parte della squadra siciliana, che subì una nuova retrocessione fra i cadetti.
Nel 1976 passa al Siracusa, con cui colleziona 102 presenze in tre stagioni. Nell'ultima ottiene la promozione in serie C1 e solo una settimana dopo vince la Coppa Italia Semiprofessionisti, la prima per una squadra siciliana. Nel 1980-1981 con l'Akragas vince il campionato di serie D e si ripete due anni dopo con il Canicattì.

## Statistiche

### Presenze e reti nei club
| Stagione  | Squadra   | Campionato | Campionato | Campionato | Coppe nazionali | Coppe nazionali | Coppe nazionali | Totale | Totale |
| Stagione  | Squadra   | Comp       | Pres       | Reti       | Comp            | Pres            | Reti            | Pres   | Reti   |
| --------- | --------- | ---------- | ---------- | ---------- | --------------- | --------------- | --------------- | ------ | ------ |
| 1969-1970 | Palermo   | A          | 4          | -2         | CI              | 0               | 0               | 4      | -2     |
| 1970-1971 | Palermo   | B          | 3          | -1         | CI              | 0               | 0               | 3      | -1     |
| 1971-1972 | Palermo   | B          | 0          | 0          | CI              | 3               | -3              | 3      | -3     |
| 1972-1973 | Palermo   | A          | 2          | -5         | CI              | 0               | 0               | 2      | -5     |
| 1973-1974 | Palermo   | B          | 12         | -12        | CI              | 1               | 0               | 13     | -12    |
| 1974-1975 | Palermo   | B          | 5          | -6         | CI              | 2               | -2              | 7      | -8     |
| 1975-1976 | Palermo   | B          | 8          | -11        | CI              | 4               | -7              | 12     | -18    |
| 1976-1977 | Siracusa  | C          | 36         | -30        | CI-S            | 4               | -5              | 40     | -35    |
| 1977-1978 | Siracusa  | C          | 38         | -27        | CI-S            | 1               | 0               | 39     | -27    |
| 1978-1979 | Siracusa  | C2         | 28         | -24        | CI-S            | 12              | -4              | 40     | -28    |
| 1980-1981 | Akragas   | D          | 28         | -?         | -               | -               | -               | 28     | -?     |
| 1981-1982 | Canicattì | Int.       | 0          | 0          | -               | -               | -               | ?      | -?     |
| 1982-1983 | Canicattì | Int.       | 30         | -?         | -               | -               | -               | 30     | -?     |
| 1983-1984 | Favara    | Int.       | 9          | -?         | -               | -               | -               | 9      | -?     |
| 1984-1985 | Akragas   | C2         | 3          | -3         | CI-C            | -               | -               | 3      | -3     |

## Palmarès

### Club

#### Competizioni nazionali
- Campionato Interregionale: 1

Canicattì: 1982-1983
- Coppa Italia Semiprofessionisti: 1

Siracusa: 1978-1979
- Serie D: 1

Akragas: 1980-1981 (girone I)